# 乳糜胸
乳糜胸（英語：Chylothorax）是指乳糜异常积聚，乳糜是一种富含脂质的淋巴，位于肺周围。消化系统的淋巴管通常通过胸导管返回从小肠吸收的脂质，胸导管上升到食管后面，流入左头肱静脉。如果正常胸导管引流因梗阻或破裂而中断，乳糜会渗漏并积聚在负压胸膜腔内。在正常饮食的人中，由于乳糜中含有乳化甘油三酯，有时可以通过浑浊的乳白色外观来识别。
乳糜胸是一种罕见但严重的疾病，因为它是胸导管或其一条支流渗漏的信号。有许多治疗方法，包括手术和保守治疗。大约2-3%的肺部积液（胸腔积液）是乳糜胸。重要的是要区分乳糜胸和假乳糜胸（一种高胆固醇胸腔积液），假乳糜胸外观相似，但由更慢性的炎症过程引起，需要不同的治疗。

## 症状
乳糜胸的症状取决于其大小和根本原因。小乳糜胸可能不会引起任何症状，只能在因其他原因进行的胸部X光检查中发现。由于液体限制了肺部的扩张，大乳糜胸可能会导致呼吸困难或胸部有压迫感，如果乳糜胸缓慢积聚，大乳糜胸可能仍无症状，因为肺部可能有时间适应压力。发热或胸痛通常与乳糜胸无关，因为乳糜本身不会引起炎症。
检查时，乳糜胸可能导致受累侧呼吸音减弱，当胸部被拍打或敲击时，会发出沉闷的声音。术后乳糜胸的第一个症状可能是肋间引流持续引流。大乳糜胸可能导致营养损失相关的症状，包括营养不良或抵抗感染能力下降。乳糜胸迅速积聚会导致血容量突然下降，导致低血压。

## 病因
乳糜胸主要有三种类型：创伤性、非创伤性和特发性。最常见的乳糜胸是非创伤性乳糜胸，但创伤性乳糜胸现在占大多数病例，大多数是手术后并发症。非创伤性乳糜胸最常见的病因是癌症。根据乳糜积累率，乳糜胸也可分为低产量乳糜胸和高产量乳糜胸：低产量乳糜胸每24小时积累500毫升乳糜，而高产量乳糜胸每24小时积累1000毫升以上。

### 非创伤性
恶性肿瘤是非创伤性乳糜胸最常见的病因。慢性淋巴细胞白血病、肺癌、淋巴瘤、卡波西肉瘤、转移癌或食管癌等癌症是乳糜胸的潜在病因。还观察到感染原因，最常见于发展中国家。感染性乳糜胸最常见的原因是结核性淋巴结炎的并发症。其他可能的致病性感染包括主动脉炎、组织胞浆菌病和丝虫病。乳糜胸也可能是先天性的，并可能与其他淋巴管畸形如淋巴管扩张症和淋巴管瘤病合并发生。其他疾病如结节性硬化症、先天性心脏病、21三体（唐氏综合征）、努南综合征或特纳综合征（X染色体缺失）也可能是先天性乳糜胸的病因。其他更罕见的先天性乳糜胸病因包括卡斯尔曼病、黄甲综合征、瓦尔登斯特伦巨球蛋白血症、结节病、静脉血栓形成、胸部放射、巨球蛋白血症、淀粉样变和甲状腺肿。这些疾病通过阻塞或破坏胸导管引起乳糜胸。此外，肠外营养也是一个可能的原因；快速剂量的全胃肠外营养可以淹没胸导管，导致乳糜渗入周围的胸膜腔。

### 创伤性
术后医源性乳糜胸是最常见的乳糜胸。是全肺切除术常见而严重的并发症。在需要纵隔解剖的手术中尤其常见。乳糜胸的可能性取决于手术类型。乳糜胸风险最高的手术是食管造口术，乳糜胸风险为5-10%。肺切除和纵隔淋巴结清扫的风险居第二位，为3-7%。其他手术如纵隔肿瘤切除术、胸动脉瘤修补术、交感神经切除术和任何其他发生在下颈部或纵隔的手术都可能导致乳糜胸。在中心线放置、起搏器植入和肺动静脉畸形栓塞后，也描述了创伤后而非手术后的乳糜原。胸部钝性创伤是乳糜胸的另一个原因，乳糜胸发生在冲击伤后，甚至咳嗽或打喷嚏造成的简单损伤后。

## 发病机制
乳糜胸的主要发病机制是乳糜从胸导管漏出，通常由影响胸导管结构完整性的障碍引起。放置中心静脉导管可能会破坏淋巴流入锁骨下静脉，然后是胸导管，导致乳糜胸。干扰导致胸导管内的压力增加。很快侧支通道形成，最终流入胸腔。影响胸导管的创伤是最常见的干扰机制。
乳糜胸是发生在左胸膜间隙还是右胸膜间隙是胸导管在体内解剖位置的结果，取决于导管受损的程度。如果第五胸椎以上的胸导管受伤，则会导致左侧乳糜胸。低于该水平的胸导管损伤将导致右侧乳糜胸的形成。乳糜胸最常见于右侧胸膜腔（50%的病例）。左侧和双侧乳糜胸较少见，分别发生在33%和17%的病例中。
在患有癌症的情况下，侵入胸导管或侧支淋巴道可能会阻塞淋巴。纵隔淋巴结病时，肿大的淋巴结会导致淋巴管和胸导管受压。阻碍了肺实质边缘和胸膜表面淋巴流的向心引流。导致乳糜大量渗出胸膜腔，导致乳糜胸。在黄甲综合征或淋巴水肿的情况下，乳糜胸是由淋巴管发育不全或扩张引起的。在罕见的病例中，如肝乳糜胸，乳糜性腹水穿过膈进入胸膜腔。在遗传性疾病等特发性病例中，其机制尚不清楚。每天多达三公升的乳糜可以很容易地排入胸膜腔。

## 诊断

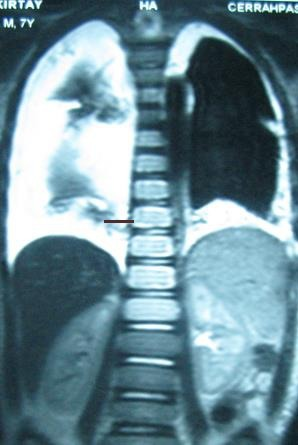
双侧乳糜胸的胸部MRI表现

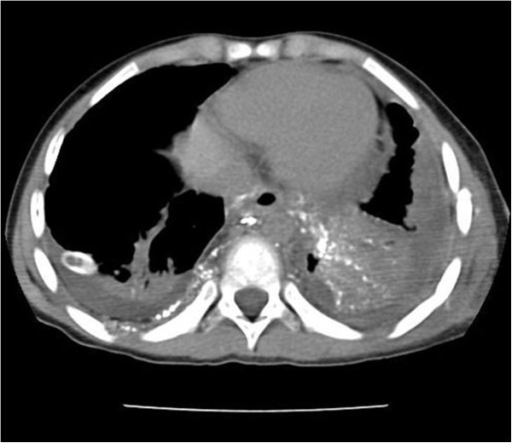
CT扫描显示广泛的乳糜胸，由胸导管渗漏引起

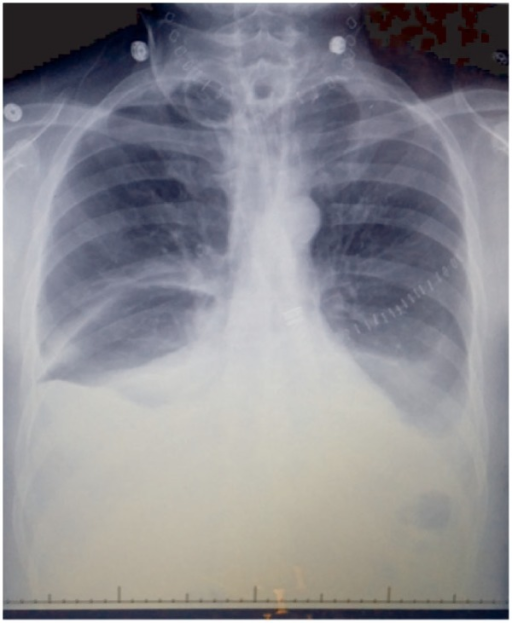
胸部X线显示双侧乳糜胸

胸部X光检查可以发现乳糜胸。它看起来是一个密集、均匀的区域，模糊了肋膈角和心膈角。超声还可以检测乳糜胸，乳糜胸表现为等密度回声区，无分隔或房隔。无论是正常的胸部x线检查还是超声波检查都不能将乳糜胸与任何其他类型的胸腔积液区分开来。
在胸部MRI中可以发现乳糜池，从而可以确认乳糜胸。MRI不是扫描胸部的理想方法，很少使用。另一种诊断技术是常规淋巴管造影。很少使用，有同样敏感但侵入性较小的技术可用于识别乳糜胸。淋巴管造影术使用造影剂碘油，注入淋巴管。乳糜胸出现在图像上，可以识别胸导管内任何渗漏的来源。
另一种更常用的淋巴图类型是核淋巴显像；该程序需要将标记为Tc99m的人喷替酸注射到脚背两侧的皮下病变中。使用伽马射线相机获得前后两幅图像。该测试可用于光子发射的集成低剂量CT扫描，以获得更精确的图像。一旦发现胸腔积液，建议进行胸腔穿刺。
乳糜胸的液体可能呈乳白色、浆液性或血性。如果液体外观不呈乳白色，则不排除乳糜胸。由于乳糜富含甘油三酯，富含甘油三酯（>110毫克/分升）的胸腔积液证实了乳糜胸的存在；甘油三酯含量低（<50毫克/分升）的胸腔积液几乎排除了诊断。如果胸腔积液中的甘油三酯含量在50到110毫克/分升之间，建议分析胸腔积液中的脂蛋白含量以评估乳糜微粒。如果该程序检测到液体中有乳糜微粒，则确认为乳糜胸。乳糜胸通常为渗出性，通常含有大量淋巴细胞，乳酸脱氢酶水平较低。非典型乳糜胸可能发生，并且在14%的病例中为渗出性。胸膜液呈乳白色不足以证实乳糜胸的诊断，因为假乳糜胸和脓胸可能外观相似。乳糜胸外观不呈乳白色并不意味着乳糜胸不存在，因为乳糜胸可能呈浆液性或血性。

## 治疗
乳糜胸的治疗取决于潜在原因，但可能包括饮食调整、预防乳糜形成的药物（包括生长抑素/奥曲肽、迈妥林和雷帕霉素）、胸膜固定术和外科治疗，包括胸导管结扎、胸膜静脉或胸膜腹膜分流术或胸导管栓塞。

### 初始
乳糜胸的初始治疗通常是从胸膜腔引流液体。对于恢复因乳糜对肺部施加的压力而受损的肺功能可能是必要的。乳糜胸大的患者可能需要营养支持，因为营养素会流失，主要是为了纠正蛋白质和电解质的流失。一旦患者的血流动力学和营养稳定，就可以开始特殊治疗。

### 保守
一种保守的治疗方法是改变饮食，减少长链脂肪酸，尤其是游离脂肪酸。由于乳糜是由这些酸形成的，乳糜的形成将减少，使缺损能够自发愈合。长期下来，可能导致脂肪缺乏和营养不良。如果存在恶性肿瘤性乳糜胸，则应进行放射治疗或化疗。

### 手术
如果病例是创伤后、医源性或对其他治疗不敏感，则需要手术治疗，手术可将死亡率降低40%。一种称为胸导管结扎的侵入性外科干预包括关闭胸导管。手术胸膜固定术是另一种选择，如果患者对保守治疗无效，并且不是手术干预的候选对象，则可以进行手术胸膜固定术。
另一种治疗选择是胸膜腹膜分流术（在胸膜腔和腹膜腔之间建立一个通道）。由于手术封闭渗漏不可靠，建议使用滑石胸膜固定术；在一项针对19名淋巴瘤所致难治性恶性乳糜胸患者的案例研究中，所有受影响个体均获得成功。化学胸膜固定术是一种选择，通过刺激肺部和胸壁可以阻止淋巴液的泄漏，从而导致无菌性炎症。会导致肺和胸壁融合在一起，从而防止淋巴液漏入胸膜腔。